# Neoathyreus boosi
Neoathyreus boosi es una especie de coleóptero de la familia Geotrupidae.

## Distribución geográfica
Habita en Ecuador.